# Tihamat Asir
La Tihāmat ʿAsīr è la pianura costiera della regione dell'Asir, nell'Arabia Saudita sud-occidentale. È la sezione centro-meridionale della grande Tihāmah (pianura costiera), che si estende lungo la costa occidentale della penisola arabica. È situata tra le montagne dell'Arabia Saudita occidentale e il mar Rosso, immediatamente a nord dello Yemen. Con un'ampiezza di circa 64 km, la sua pianura mareale salata ha una scarsa importanza agricola, ma i suoi versanti superiori, ben irrigati, sono stati trasformati, grazie all'irrigazione e alle tecniche dell'aridocoltura, nella più grande e più produttiva area agricola dell'Arabia Saudita.